# 14789 GAISH
14789 GAISH este un asteroid din centura principală, descoperit pe 8 octombrie 1969, de Liudmila Cernîh.